# UTC−2
UTC−2:00 é a diferença de fuso horário que subtrai duas horas do Tempo Universal Coordenado; isto é, a hora local padrão e de verão neste fuso (para regiões que adotam UTC -3:00 como padrão, e aderem ao horário de verão), é de menos duas horas em relação ao Meridiano de Greenwich.

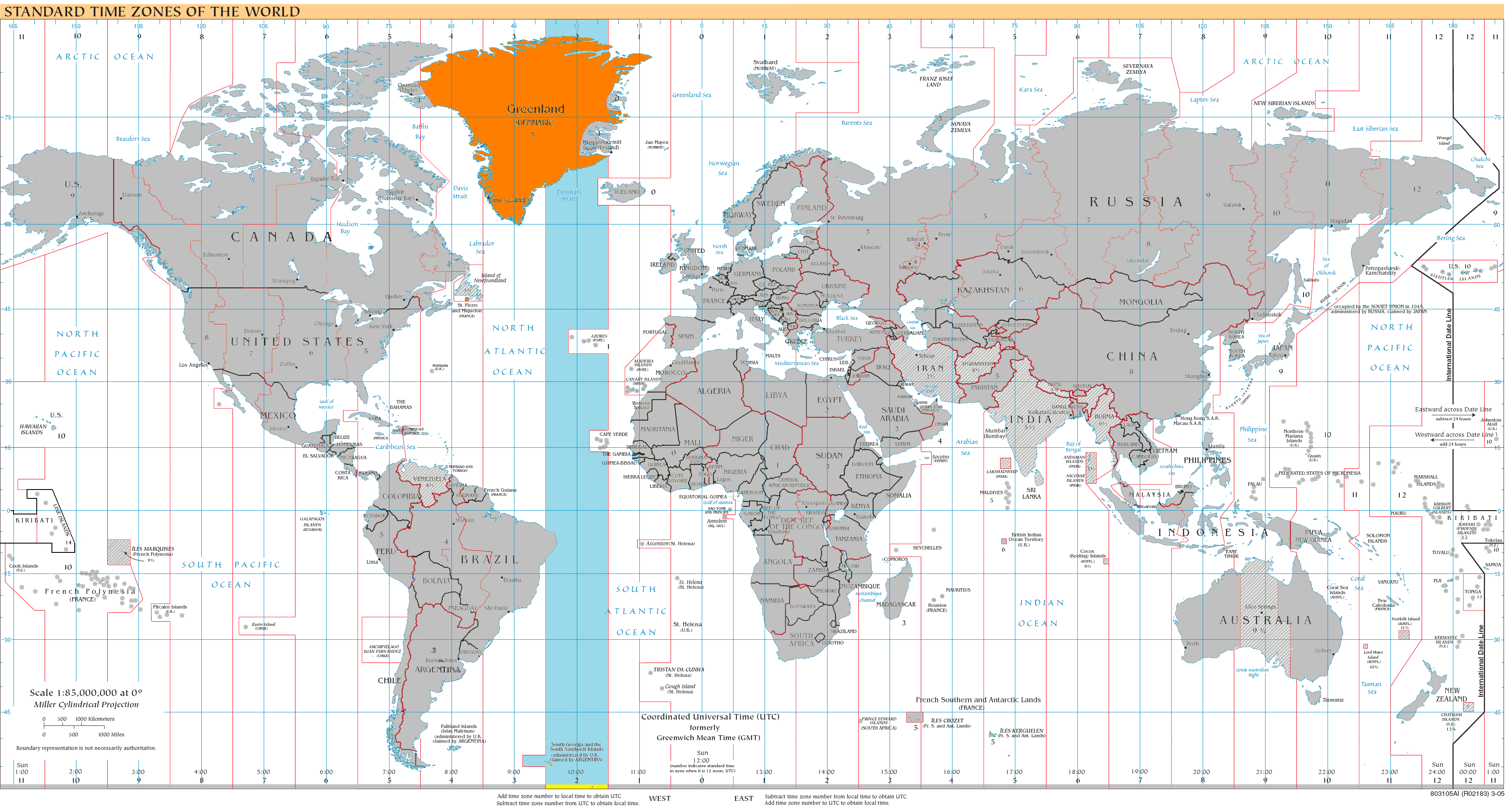
Mapa contendo as variações de tempo de acordo com a longitude, com a UTC-2:00

O fuso situa-se entre as longitudes 37º00'O e 22º30'O, sendo o meridiano central, 30º00'O.
Este fuso também é conhecido como Horário do Centro-Atlântico.

## Horário padrão (todo o ano)
- Brasil:
  -  Atol das Rocas[2]
  -  Fernando de Noronha[2]
  -  São Pedro e São Paulo
  -  Trindade e Martim Vaz
- Reino Unido:
  -  Ilhas Geórgia do Sul e Sanduíche do Sul[3]
- Dinamarca
  -  Gronelândia
    - Exceto áreas ao redor de Danmarkshavn e Pituffik

## Horário de verão (no Hemisfério norte)
- França:
  - São Pedro e Miquelão[4]